# Памятники воинам-мотоциклистам
Памятники воинам-мотоциклистам увековечивают память солдат, служивших в мотоциклетных полках и отдавших свою жизнь в борьбе с немецко-фашистскими захватчиками в годы Великой Отечественной войны.

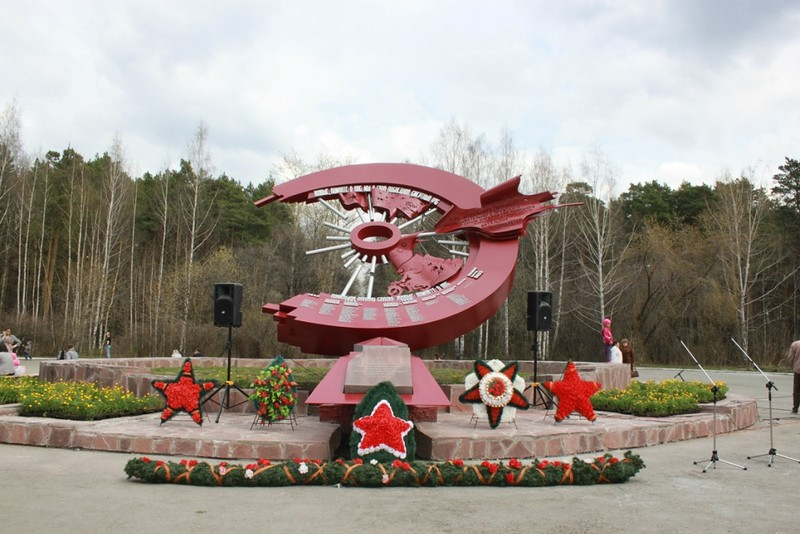
Памятник воинам-мотоциклистам (Екатеринбург) 4 мая 2015 г.

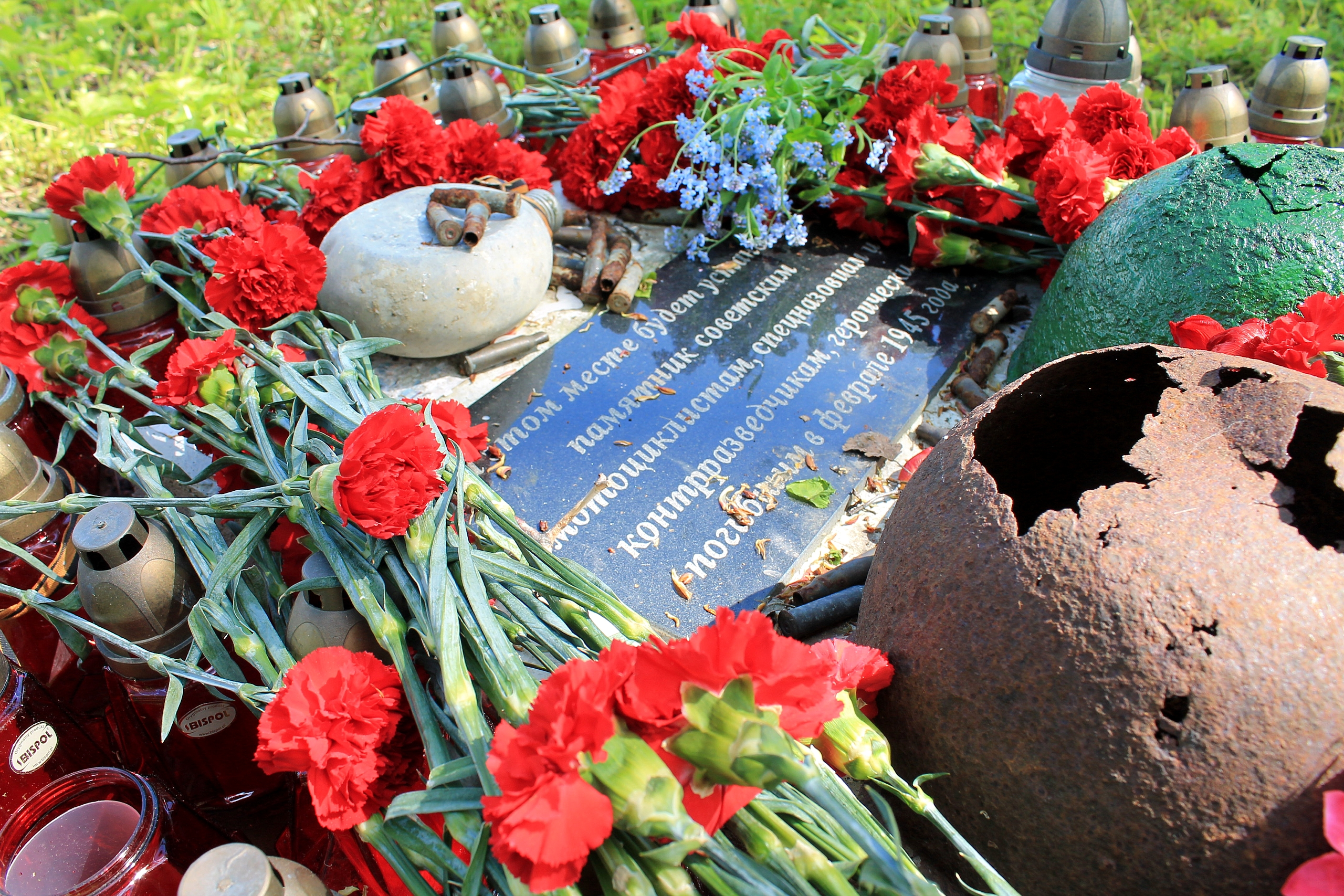
Знак на месте будущего памятника воинам-мотоциклистам (Калининград)

## Памятники воинам-мотоциклистам

### Действующие
- Россия

1. Екатеринбург. Памятник посвящён воинам-мотоциклистам 7-го отдельного гвардейского разведывательного Пражского орденов Богдана Хмельницкого, Александра Невского и Красной Звезды батальона.
Первый раз памятник был установлен в 1973 году по инициативе школьников. Затем его восстанавливали в 80-х и 90 -х годах[1]. Открыт после реставрации 4 мая 2015 г. На торжественном открытии присутствовал лидер мотоклуба «Ночные Волки» А.Залдастанов[2].
Расположен на территории ЦПКиО им. Маяковского. Во время Великой Отечественной войны на территории парка проводились тренировки воинов-разведчиков и мотоциклистов, которым и посвящён этот памятник[3].
2. Санкт-Петербург. В 2005 году была открыта Стена памяти мотоциклистам Советской Армии и мотоциклистам американским союзникам. Мемориал представляет собой 39 моторов от мотоциклов "Harley-Davidson". Расположен на территории подросткового мотоклуба досугового учреждения «Центра Спортивно Технического Творчества»  Комитета Образования  Санкт Петербурга в Кировском районе. Создатель - Трофимов Семён Васильевич[4].
3. Калининградская область. Открыт 8 мая 2016 года. Памятник посвящён бойцам 2-го гвардейского мотоциклетного Ярцевского полка и 271-го моторизованного батальона особого назначения (машины-амфибии). В боях за Тиренберг (Восточная Пруссия) в начале февраля 1945 года погибли около 200 мотоциклистов и экипажей амфибий. Расположен в окрестностях поселка Шатрово Зеленоградского района Калининградской области. Инициатором создания Мемориала воинам-мотоциклистам выступило Мотодвижение Колесо Истории. Памятник построен на пожертвования калининградских мотоциклистов и неравнодушных людей[5].
4. Курская область. Открыт 13 мая 2017 года. Памятник посвящён воинам 38-го мотоциклетного полка, которые под командованием майора Мустафаева Абибулы Мустафаевича вели кровопролитные бои с врагом в октябре 1941 г. на рубеже Сергеевка – Фатеж. Расположен в окрестностях дер.Сергеевка Фатежского района Курской области. Инициатором создания памятного знака стали студенты Курской областной молодежной спортивной общественной организации «СПОРАДИК».[6].

- Украина

1. Киевская область, Новые Петровцы. 25 июня 2011 года на территории военно-исторического музея – «Битва за Киев 1943 г. Лютежский плацдарм» был открыт памятник воинам-мотоциклистам. Инициаторы создания: служба охраны «СТЕЛС-1», М.В.С.Н. «Межрегиональная ассоциация ветеранов спецназа», байкерклуб «Моторота»[7].

### Планируемые
- Россия

1. Липецкая область. C января 2015 года планируется создание памятника солдатам- мотоциклистам. Инициаторы - байкеры из грязинского клуба «МотоРусь» [8].